# جاست دانس وي يو
جاست دانس وي يو (بالإنجليزية: Just Dance Wii U)‏ ، هي لعبة إلكترونية من نوع الرقص نشرها شركة يوبي سوفت ، أنتجت عام 2014م وتوزع النسخ حصراً في اليابان ، حيث تحتوي على محتوى الأغاني اليابانية الشعبية. 

## مصدر
1. ↑  バラエティ豊富な楽曲ラインナップ.任天堂. نسخة محفوظة 24 نوفمبر 2017 على موقع واي باك مشين.

## وصلات خارجية
- الموقع الرسمي
(باليابانية)